# مجموعات لانسفيلد
مجموعات لانسفيلد هو نظام تصنيف يصنف المكونات إيجابية الغرام وسالبة الكاتالاز اعتماداً على تكوين الكربوهيدرات المضادات البكيرية، التي توجد على جدار الخلية.
تكون النظام بواسطة "ريبيكا لانسفيلد"، لتنظيم مختلف أفراد عائلة العقديات، والتي تشمل أجناس المكورات اللبنية والمكورات العقدية. ولكنها الآن غير ضرورية إلى حد كبير بسبب النمو الهائل في أعداد أنواع العقديات والتي تم تحديدها منذ 1970. مع ذلك فقد احتفظت ببعض الفوائد السريرية حتى بعد التغييرات التصنيفية، واعتباراً من عام 2018 لاتزال تَُستخدم غالباً الإختبارات الطبية الميكروبيولوجية. المكورات المعوية، والتي تعرف سابقاً بإسم العقدية D. صنفت كعضو من جنس العقديات حتى عام 1984، تضمنها في مجموعة لانسفيلد الأصلية، البعض ولكن ليس الكل_هي نوع من انحلال بيتا ولا سيما المكورات المعوية والمكورات العقدية البقرية (لانسفيلد مجموعة D) ليست إنحلالية بيتا. على الرغم من وجود العديد من مجموعات المكورات العقدية ، إلا أنه من المعروف أن خمسة فقط تسبب المرض بشكل شائع لدى البشر ذوي الكفاءة المناعية: المجموعة أ ، المجموعة ب ، وكلاهما عضوان في المجموعة د (العقدية الرؤية والمكورات العقدية المخضرة ، وكلاهما عضو في العقدية البقرية).